# Rörspis

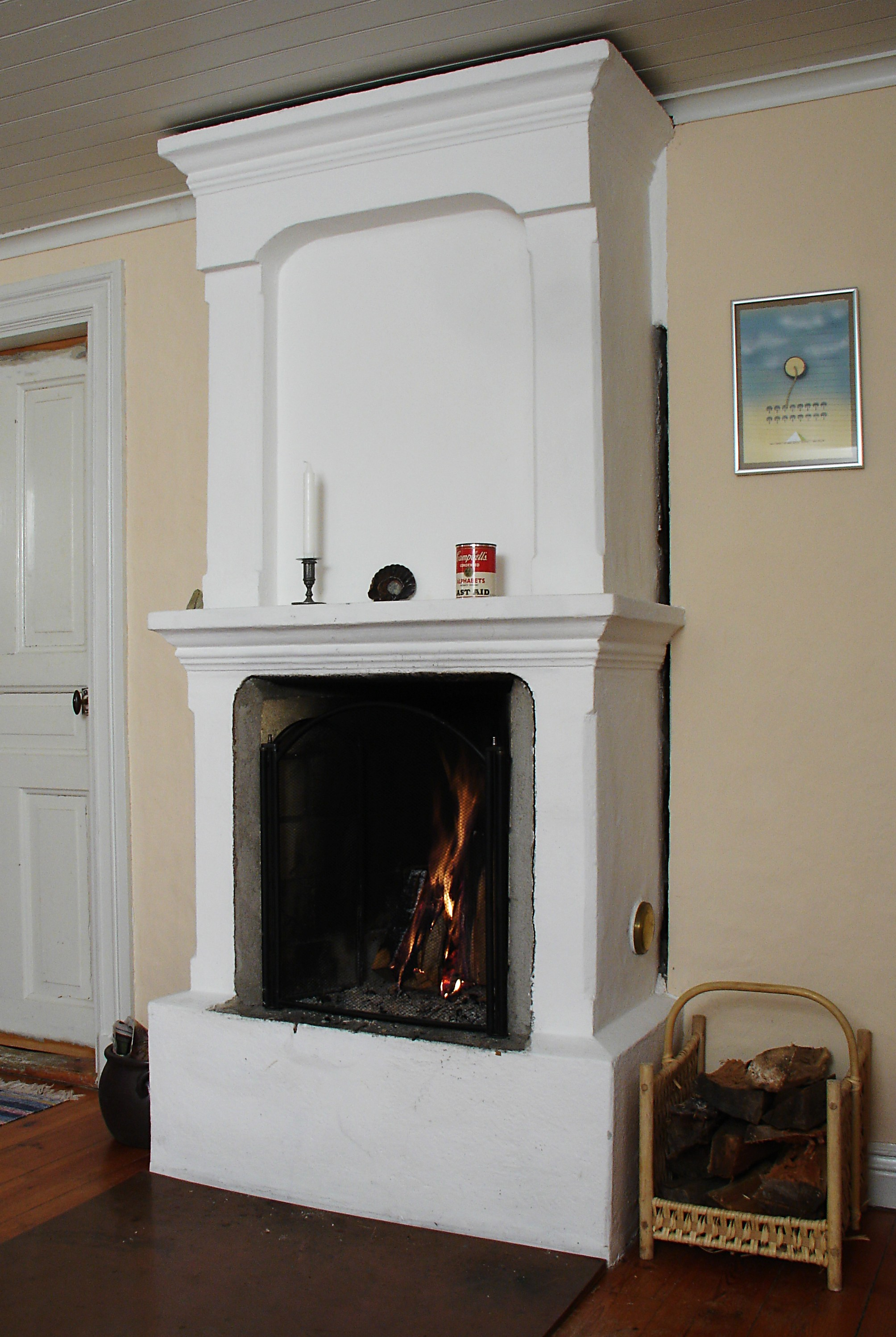
Rörspis troligen från ca 1850. Västra Götaland.

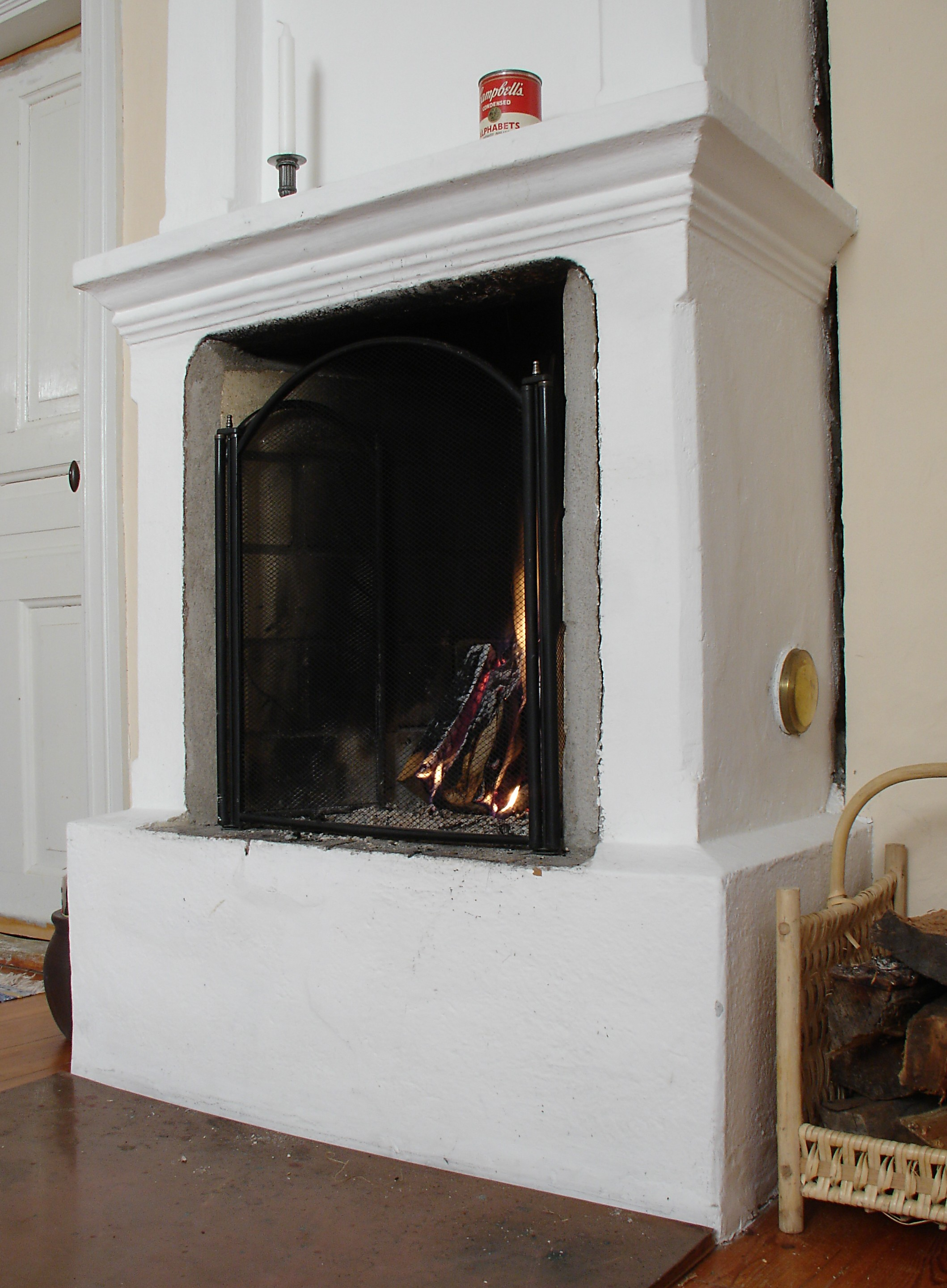
Rörspis troligen från ca 1850. Västra Götaland.

Rörspis, även kallad tegelugn eller fattigmans kakelugn, är en eldstad i murat tegel, uppbyggd med liknande funktion som en kakelugn.
Rörspisen är uppbyggd av tegel och murad med lerbruk och har spjäll för att reglera draget mot skorstenen och sotluckor för att kunna sotas. 
Inuti rörspisen finns kanaler (rör) genom vilka den varma röken går för att effektivare ta till vara värmen i röken och därmed värma upp rummet bättre, varför den kallas rörspis. Den murade tegelstommen till en rörspis har en lerbruksputsad yta till skillnad mot en kakelbeläggning på kakelugnar. Kalk/kc-bruk skall undvikas då dessa inte rör sig som lerbruk, men har använts allmänt. Rörspisar målades med krit- eller kalkfärg.
Rörspisar uppfördes i stor utsträckning på den svenska landsbygden under 1800-talet eftersom de var billigare än kakelugnar. En del spisar var försedda med eldstadsluckor för att förhindra glöd att komma ut på golvet, som oftast var av oskyddat trä. Luckorna bidrog även till bättre bränsleekonomi. Rörspisar var vanliga i mellansvenska hus och stugor, men användes över hela landet. Detta var den fattiges ugn, därav namnet "fattigmansugn" eller ”fattigmans kakelugn”.
En ovanlig variant av rörspisen är klyvtegelugnen, en rörspis med teglen murade med lilla änden utåt, oftast glaserade på den ytan. 